# カオスガンダム
カオスガンダム (CHAOS GUNDAM) は、コズミック・イラ (C.E.) 年代を舞台とする「ガンダムSEEDシリーズ」のうち、テレビアニメ第2作として2004年 - 2005年に放送された『機動戦士ガンダムSEED DESTINY』を初出とする架空の兵器。「ガンダムシリーズ」で普及している人型ロボット兵器「モビルスーツ」 (MS) の1機で、作中の国家勢力のひとつであるプラントの軍事組織ザフトが開発した試作機群「セカンドステージシリーズ」に属する。宇宙戦に適したモビルアーマー (MA) 形態に変形する可変MSであり 、背部に装着された2基の推進器兼武装ユニットは、プロヴィデンスガンダムがもつドラグーン・システム系の遠隔操作兵器となる。劇中冒頭で、敵側である地球連合軍特殊部隊の「ファントムペイン」に強奪され、「エクステンデッド」と呼ばれる強化人間のひとりスティング・オークレーの搭乗機となる。
「カオス」はギリシア神話に登場する神の一柱であるとともに、英語の「混沌」を意味する。公式ウェブサイトや各種メディア、関連商品などでは「カオスガンダム」と公称されるが、作中ではほかの同型機とともに固有名の「カオス」が正式名となる。
メカニックデザインは、原型機である後述のプロトカオスを含めて大河原邦男が担当した。

## 設定解説
ユニウス条約締結後に、フリーダムやジャスティスといったファーストステージシリーズの性能を継承して開発された5機のザフト製試作型MS群「セカンドステージシリーズ」の1機。シリーズの共通要素であるヴァリアブルフェイズシフト装甲（VPS装甲）やバッテリーへのパワーエクステンダー導入、さらには外部電源供給方式であるデュートリオンビーム送電システムによって、戦闘継続時間の延長が可能である。
「カオス」とは「混沌」とした戦場を駆け抜ける機体としての意味合いをもち、型式番号の「X」は実験機、「2」は航空機系統、「4」は開発ナンバー、「S」は「Second Stage（セカンドステージ）」を示す。ほかのセカンドステージと同じく地球連合製MSのイージスから影響を受けており、MS形態よりも高い機動性と旋回性を有した高速MA形態に変形する。さらに大気圏内においても、強大な推進力を生かした飛行戦闘能力を得ている。改良型ドラグーン・システムを採用した特徴的な「機動兵装ポッド」のほか、MSとしてのオーソドックスな武装も備え、全形態で両腕が露出している関係上これらの使用に特段の制限はない。
一方で、直系の後継機や量産機には恵まれておらず、系列機のインパルスをベースとした「カオスインパルス」が机上案として提示された程度にとどまる。

### 武装
MMI-GAU1717 12.5mmCIWS、MA-GAU25A 20mmCIWS
それぞれ頭部に4門、胸部に2門ずつ内蔵されている実弾砲で、セカンドシリーズの共通火器。
MGX-2235Bカリドゥス改 複相ビーム砲
バックパック中央部のセンサー下に収納されている大出力ビーム砲で、アビス用のカリドゥスをMA形態用の高速戦闘仕様とした装備。名称の通り、敵を「猛火」（カリドゥス）に叩き込む威力をもつ。
MA-XM434 ビームクロウ
左右の膝と爪先のクローから出力される斬撃武装で、イージスのビームサーベルを参考にしているとされる。MA形態で標的を捕獲すると同時に引き裂くほか、MS形態時はつま先部分を出力させた状態で蹴りを繰り出す。
MA-M941ヴァジュラ ビームサーベル
アビス以外のセカンドステージ機に共通採用された接近戦用武装。ユニウス条約に抵触しうるミラージュコロイド以外の新技術を導入したことで、より強力な出力を得ている。不使用時はプロペラントタンク兼用のサイドスカート上部に懸架される。カオスガンダムではMA形態時も前述の通り使用可能。
MA-BAR721 高エネルギービームライフル
携行式の主力火器で、インパルス用のMA-BAR72をMA形態での高速戦闘に対応可能なよう改良したもの。不使用時はサイドスカートに懸架される。
EQFU-5X 機動兵装ポッド（MA-81R ビーム突撃砲、AGM141 ファイヤーフライ 誘導ミサイル）
機体の大気圏内飛行が可能な高推力スラスターを備えた、ドラグーン型発展兵器。量子通信に必要なエネルギー量と操作に必要な技量自体は多いものの、プロヴィデンスのドラグーンと比較すれば、ある程度は普遍的なパイロットでも使用可能となっている。改良されたとはいえ強奪直後にスティング・オークレーが兵装ポッドを操れたのは、事前にこの装備が導入されている情報を把握したファントムペインが有資格者を送り込んだためとされる。片方のポッドにつき、ガイアと同型の「MA-81R」と、ブラストインパルスと同型の「AGM141ファイヤーフライ」が内蔵されている。
MMI-RG30 巡航機動防盾（MMI-GAU2 ピクウス 76mm近接防御機関砲）
左腕に装備される対ビームコーティング仕様のシールド。ほかのセカンドステージのシールドよりもやや小型でMA形態時の高機動戦闘を考慮した設計となっており、「巡航機動」の名称もこれに由来する。さらに対空迎撃用としてファーストステージ機やゲイツと同じ「MMI-GAU2 ピクウス」が2門内蔵されている。

### 劇中での活躍
ミネルバに配備される直前、地球連合軍第81独立機動群「ファントムペイン」が起こしたアーモリーワン事変によってアビスやガイアとともに強奪され、作戦に参加したエクステンデッド兵のひとりスティング・オークレーの搭乗機となる。
本来の主戦場である宇宙では変形機構と兵装ポッドを駆使した戦術でミネルバ隊を翻弄し、地球降下後のインド洋およびダータネルス海峡戦では同じ航空型であるアスラン・ザラのセイバーと交戦する。クレタ島沖海戦では、戦闘に介入してきたフリーダムに両腕と兵装ポッドを切断され墜落する。ベルリン侵攻作戦でフリーダムと再戦するが、アークエンジェルと合流した元オーブ連合首長国軍黒海派遣艦隊所属のイケヤ、ゴウ、ニシザワが搭乗するムラサメ3機の連携攻撃を受けて被弾し、スティング自身は生還するものの落下中にビームサーベルで胴体を切断され撃墜される。
アーモリーワン事変直前までのエピソードを描いた外伝『機動戦士ガンダムSEED DESTINY ASTRAY』では、コートニー・ヒエロニムスがテストパイロットを務める。

## プロトカオス
初出は雑誌『月刊ホビージャパン』の模型連動記事『機動戦士ガンダムSEED DESTINY MSV』。カラーリングの白地に赤いラインは、SFメカとしての強調を施したものである。
設定解説
MAの有効性を再検証するべくザフト内で製作された実験機で、カオスの原型機に相当する。MA形態での実験のみが目的ゆえに変形機構は最初から廃止されており、頭部や腕部さえもたない。後継機でカリドゥス改が内蔵されていた機首中央部は純粋なモノアイ式センサーに、胴体前面も巨大なリバーススラスターになっており、本来の腕部分に設置された2基を含む合計4基の機動兵装ポッドが装備されている。これら4基のポッドを合わせた大推力により、圧倒的な高機動性を発揮する。
後継のカオスと同じくコートニー・ヒエロニムスがテストパイロットを務めるが、あまりに過酷な高機動試験のために製造された6機すべてが損壊し、修復不可能とされた3機は構造解析後に完全廃棄される。残存した3機は、修復後にモスボール処置が施されたうえでアーモリーワン内に保管される。このうちの1機は再びコートニーの操縦によって実戦復帰し、セカンドステージシリーズMS強奪事件の対処のために投入される。